# Pere Mesquida Obrador
Pere Mesquida Obrador   (Felanitx, 1933 - Felanitx, 6 d'octubre de 2022) va ser un polític mallorquí, primer batle elegit democràticament a la localitat de Felanitx després del règim franquista.
A la dècada del 1970 era directiu del Club Esportiu Felanitx i l’any 1979, amb l’arribada de les primeres eleccions municipals democràtiques, es presentà a les llistes de la Unió de Centre Democràtic i, més endavant, d'Unió Felanitxera i del Partit Demòcrata Popular, successivament. Va ser batle durant 8 anys (1979-1987) i aconseguí majoria absoluta en les dues primeres eleccions i majoria relativa en la darrera. El seu predecessor en el càrrec fou Andreu Manresa i el seu successor fou Cosme Oliver.